# Adaptarea plantelor la mediu

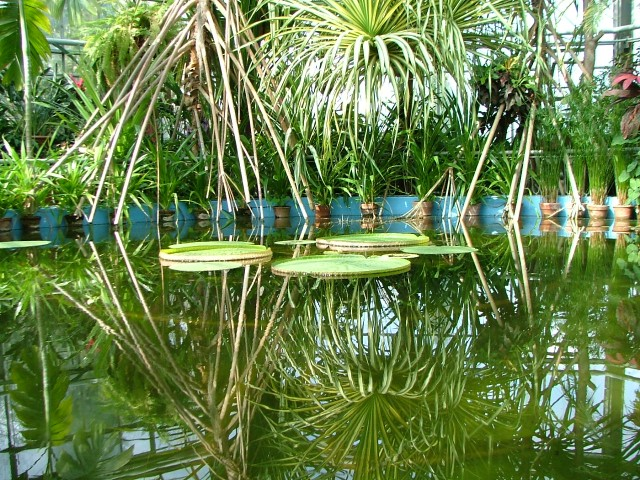
Plante din mediul acvatic

În natură plantele trăiesc pretutindeni, populând toate mediile de viață (terestru, acvatic, aerian). Ele își desfășoară ciclul de viață sub influența factorilor de mediu. În decursul dezvoltării istorice a plantelor (deci într-un timp îndelungat) acestea au fost supuse marilor variații ale factorilor abiotici. Pentru a supraviețui, plantele și-au modificat în timp structurile, forma organelor și înfățișarea, aceasta fiind adaptarea plantelor la mediul de viață.

## Plantele terestre adaptate la locuri uscate
Cactusul, numit și fântâna deșertului, este unul dintre cele mai bune exemple de adaptare a viețuitoarelor la condițiile uscate  ale mediului. Este planta specifică deșerturilor din Mexic și sudul S.U.A. La adăpostul învelișului cerat, presărat cu spini, cactusul depozitează în celulele sale mari cantități de apă, care, în caz de nevoie, poate fi folosită de cei rătăciți prin deșert. La fel ca plantele suculente, membrii familiei cactușilor (Cactaceae ) sunt bine adaptați unui mediu cu precipitații reduse. Frunzele s-au transformat în spini, pentru a preveni evaporarea apei prin transpirație și servesc de apărare a plantei contra animalelor însetate, rădăcinile lungi pentru a capta apele freatice. Fotosinteza se realizează prin tulpinile îngroșate care înmagazinează apă. Foarte putini membri ai familiei au frunze și acestea sunt rudimentare și de viață scurtă, de 1–3 mm .